# Ön norra och Sand södra
Ön norra och Sand södra är en av SCB avgränsad och namnsatt småort belägen strax söder om Forsmo i Eds socken,  Sollefteå kommun, Västernorrlands län. Småorten omfattar bebyggelse väster om Ångermanälven mittemot Eds kyrka i norra delen av byn Ön och södra delen av byn Sand.
Dessa orter har haft en befolkningsutveckling enligt följande:
| Ort                     | Typ    | Folkmängd 1880 | 1890 | 1900 | 1910 | 2000 | 2005 | 2010 | 2015 |
| ----------------------- | ------ | -------------- | ---- | ---- | ---- | ---- | ---- | ---- | ---- |
| Sand                    | By     | 128            | 154  | 181  | 178  |      |      |      |      |
| Ön                      | By     | 197            | 186  | 193  | 198  |      |      |      |      |
| Ön norra och Sand södra | Småort |                |      |      |      | 101  | 106  | 101  | 91   |

Inom småorten återfinns Öhns skola och Forsmonöjet/-träffen, samt det södra (geografiskt egentligen västra) landfästet för landsvägsbron Edsbron.